# زاکژو (شهرستان لوبلین)
زاکژو (به لهستانی:  Zakrzew) یک روستا در لهستان است که در گمینا زاکژو (شهرستان لوبلین) واقع شده‌است.